# Ferit Tüzün
Ferit Tüzün (24. april 1929 i Istanbul – 21. oktober 1977 i Ankara, Tyrkiet) var en tyrkisk komponist og pianist.
Tüzün studerede i Tyskland hos Karl Amadeus Hartmann og Carl Orff. Studerede herefter på Musikkonservatoriet i Ankara, hvor 
han blev færdiguddannet i 1958. Han har skrevet en symfoni, orkesterværker, kammermusik, korværker, klaverstykker etc. 

## Udvalgte værker
- Symfoni (1952) - for orkester
- "Vuggevise" (1950)  – for orkester
- "Atatürk" (1952) – for orkester
- "Anatolia" (1954) – (orkester suite) - for orkester
- "Brise" (1965) - for orkester
- Klaverstykker (1948)